# نادي الخريطيات
نادي الخريطيات الرياضي هو نادي رياضي قطري - تأسس في منطقة الخريطيات سنة 1996 تحت مسمى نادي الهلال الرياضي. لعب عدة مواسم في الدرجة الثانية، حتى تمكن من الفوز بلقب دوري الدرجة الثانية موسم 2003/2004 وصعد إلى الدرجة الأولى، وفي نفس السنة تم تغيير مسماه من نادي الهلال إلى نادي الخريطيات.
وودع نادي الخريطيات دوري نجوم قطر بعد احتلاله المركز الأخير في موسم 2020-2021، ليعود مرة أخرى إلى دوري الدرجة الثانية بعد 17 موسما ظل خلالها في الدوري الممتاز.

## منشآت النادي
نادي الخريطيات الرياضي نادي صغير بحكم صغر عمره التأسيسي وهو لا يحتوي لغاية الآن ملعب كرة قدم رسمي تقام فيه مباريات الفريق الأول، وتكون مباريات الفريق على ملاعب الأندية الأخرى حيث كانت مباريات الفريق موسم 2011-2012 على ملعب نادي قطر وموسم 2012-2013 على ملعب نادي الخور حيث يقوم النادي باستضافة الفرق في مباريات دوري نجوم قطر على هذه الملاعب.
مبنى النادي الأول:
مبنى النادي الرئيسي والذي يحتوى على مرافق أخرى مثل صالة بناء الأجسام والمجلس ومكاتب الموظفين والسكرتارية.
مبنى النادي الإداري:
تم تدشين مبنى النادي الإداري عام 2012 ويحتوي على مكتب رئيس النادي واعضاء مجلس الإدارة والمحاسبة وقاعة لاستقبال الضيوف.
صالة بناء الأجسام:
وهي صالة تحتوي على أجهزة لبناء الأجسام وخصوصاً الاجهزة المختصة بتقوية الأقدام.
المسجد:
وهو مسجد صغير نسبياً موجود داخل النادي.
ملعب النادي الرئيسي:
و هو ملعب النادي الرئيسي حيث تبلغ أبعاده 120 متر الطول وعرض 80 متر وهو لا يعتبر ملعب جاهز لاقامة مباريات الدوري بسبب عدم وجود مدرج الجماهير وبعض التجهيزات الأخرى لكن يمكن أن تقام عليه مباريات الفئات السنية ويتدرب عليه الفريق الأول.
ملعب النادي الفرعي:
ملعب التدريب حيث يتدرب عليه الفريق الأول لكرة القدم أو الرديف أو أي فئة سنية لكنه لايصلح للمباريات الرسمية ولا يحتوي على مقاعد للجمهور

## مشاركاته في المسابقات المحلية
- كأس أمير قطر: 2011 2010 2009 2008 2007 2006 2005 2004 2003 2002 2000
- كأس الشيخ جاسم - قطر: 2011 2010 2009 2008 2007 2006 2005 2004 2003 2002 2000 1999
- كأس أندية الدرجة الثانية - قطر: 07/06
- كأس نجوم قطر: 11/10 10/09
- دوري نجوم قطر: 12/11 11/10 10/09 09/08 05/04

## مشاركاته في المسابقات القارية
- بطولة الأندية الخليجية أبطال الدوري والكأس: 2010

## تشكيلة الفريق
ملاحظة: تشير الأعلام إلى المنتخب الوطني على النحو المحدد في قواعد الأهلية للفيفا. قد يحمل اللاعبون أكثر من جنسية واحدة غير تابعة للفيفا.
| الرقم | البلد           | المركز | اللاعب            |
| ----- | --------------- | ------ | ----------------- |
| 1     | قطر             | حارس   | محمود ذاكري       |
| 2     | قطر             | مدافع  | أحمد عبد الحي     |
| 5     | موزمبيق         | مدافع  | دافيد ماليمبانا   |
| 6     | قطر             | مدافع  | سعيد الحاج        |
| 7     | قطر             | وسط    | خلدون موسى        |
| 8     | قطر             | وسط    | صلاح اليهري       |
| 9     | موريتانيا       | مهاجم  | سليمان آن         |
| 10    | موريتانيا       | وسط    | إدريسا تيام       |
| 11    | قطر             | مهاجم  | فارس حسن          |
| 12    | قطر             | مهاجم  | عبد الرحمن الجاسم |
| 13    | الإكوادور       | حارس   | لينين أيوفي       |
| 14    | جمهورية الكونغو | وسط    | جليد أوتانجا      |
| 17    | قطر             | وسط    | أحمد جمال         |

| الرقم | البلد                  | المركز | اللاعب                            |
| ----- | ---------------------- | ------ | --------------------------------- |
| 18    | قطر                    | وسط    | ماجد أمان                         |
| 19    | قطر                    | وسط    | عبد المجيد عناد                   |
| 24    | قطر                    | حارس   | أحمد الباقوري                     |
| 27    | قطر                    | وسط    | محسن اليزيدي                      |
| 28    | قطر                    | وسط    | محمد عفيفة                        |
| 44    | قطر                    | مدافع  | محمد منصور (معار من نادي الغرافة) |
| 55    | قطر                    | وسط    | غسان وحيد                         |
| 64    | قطر                    | مدافع  | أحمد صالح                         |
| 66    | قطر                    | مدافع  | عبد الحميد سباعي                  |
| 77    | قطر                    | وسط    | عبد الله السعيدي                  |
| 78    | المغرب                 | مدافع  | قيس ناجح                          |
| 88    | قطر                    | وسط    | محمد علي                          |
| 99    | جمهورية إفريقيا الوسطى | مهاجم  | أكسل أوري                         |

## أبرز اللاعبين
- صبري لموشي
- علاء عبد الزهرة
- يحيى كيبي
- يونس المنقاري
- أندرانيك تيموريان

## أبرز المدربين
- سيموندي
- لطفي البنزرتي

## موقع النادي
- الموقع الرسمي